# 앙골라의 코로나19 범유행
다음은 앙골라의 코로나19 범유행 현황에 대한 설명이다.
앙골라로 퍼진 2019~20년 코로나바이러스 유행병은 2020년 3월 말부터 시작됐으며, 3월 21일 처음 두 건이 확인됐다.

## 배경
세계보건기구(WHO)는 12일 2019년 12월 31일 처음 WHO의 주목을 받았던 중화인민공화국 후베이성 우한시의 한 집단에서 신종 코로나바이러스가 호흡기 질환의 원인임을 확인했다. 이 군단은 처음에 우한화난수산물도매시장과 연결되어 있었다. 그러나 실험실 확정 결과가 나온 그 첫 사례들 중 일부는 시장과 연관성이 없었고, 전염병의 근원은 알려져 있지 않다.
2003년 사스와 달리 COVID-19의 경우 치명률은 훨씬 낮았지만, 총 사망자 수가 상당할 정도로 감염 경로는 훨씬 더 컸다. COVID-19는 전형적으로 약 7일 정도의 독감과 유사한 증상을 보이며, 그 후 일부 사람들은 병원에 입원해야 하는 바이러스성 폐렴의 증상으로 발전한다. 3월 19일부터 COVID-19는 더 이상 "높은 결과 감염병"으로 분류되지 않았다.

## 연혁
3월 19일, 어떤 사건에 대한 WhatsApp의 오디오가 입소문이 났고, 그것은 나중에 부정되었다.
3월 20일부터 시행된 앙골라 국경은 모두 보름 동안 폐쇄되었다. 주앙 로렌수 대통령은 공항의 모든 입항을 금지하고 앙골라 항구에 15일 동안 여객선 도킹을 중단했다. 이 모든 금지는 4월 4일까지 계속될 것이다.
3월 21일, 보건부는 첫 두 건의 COVID-19 양성반응을 확인했다. 그 두 사건은 포르투갈에서 돌아온 것이었다. 첫 번째 사건은 리스본에서 루안다로 날아간 소난골 직원이었다. 두 번째 사건은 포르투에서 날아와 루안다에서도 관찰되고 있었다.
앙골라의 모든 학교는 3월 24일에 문을 닫았다.
지난 3월 29일 처음 2명의 코로나바이러스 관련 사망자가 기록됐고, 전체 확진자는 7명으로 늘었다.
3월 30일, COVID-19의 첫 번째 회복 사례가 기록되었다.
4월 10일, 쿠바에서 온 의사 257명이 앙골라에 도착하여 COVID-19의 확산을 도왔다.
4월 15일, 국가비상사태로 루안다에 억류되어 있던 2582명이 현재 자이르주로 송환된 것으로 알려졌다.

## 같이 보기
- 아프리카의 코로나19 범유행
- 나라별 코로나19 범유행